# Heinz Engelhardt (MfS-Mitarbeiter)
Heinz Engelhardt (* 9. Februar 1944 in Angerapp) ist ein ehemaliger Generalmajor im Ministerium für Staatssicherheit (MfS) der Deutschen Demokratischen Republik (DDR). Er war von 1987 bis 1990 Bezirksverwaltungsleiter des MfS in Frankfurt (Oder) und 1989/90 Leiter des aus Teilen des MfS hervorgegangenen, nur kurzzeitig existierenden Amtes für Verfassungsschutz der DDR.

## Leben
Engelhardt, Sohn eines Elektrikers, wurde nach dem Zweiten Weltkrieg aus Ostpreußen in die Sowjetische Besatzungszone nach Klingenthal umgesiedelt. Er besuchte von 1950 bis 1958 die Grundschule und von 1958 bis 1962 die Erweiterte Oberschule in Klingenthal. Als Schüler wurde er Mitglied der FDJ, der GST, des DTSB und der DSF.
Engelhardt wurde nach Abschluss des Abiturs 1962 Mitarbeiter des MfS in Karl-Marx-Stadt. Im selben Jahr trat er in die Sozialistische Einheitspartei Deutschlands (SED) ein. Von 1968 bis 1974 absolvierte er ein Fernstudium an der Hochschule des Ministeriums für Staatssicherheit in Potsdam-Eiche und wurde Diplom-Jurist. Im Jahr 1970 wurde Engelhardt Leiter des Bereichs Reisen und Touristik der MfS-Bezirksverwaltung Karl-Marx-Stadt, 1971 Leiter der Kreisdienststelle Reichenbach und 1976 Leiter der Abteilung XX, zuständig für „Staatsapparat, Kultur, Kirchen und Untergrund“, der Bezirksverwaltung Karl-Marx-Stadt. Engelhardt wurde 1984 Leiter der Kreisdienststelle Karl-Marx-Stadt und 1985 zum Oberst befördert.
Im Juni 1986 wurde Engelhardt Offizier für Sonderaufgaben in der Bezirksverwaltung (BV) Frankfurt (Oder) und arbeitete sich in seine neue Funktion als zukünftiger Leiter der BV ein. Am 22. Januar 1987 wurde er, als Nachfolger von Herbert Stöß, von Minister Erich Mielke als Leiter der BV eingeführt. Bald darauf wurde er Mitglied der Bezirksleitung der SED und vom Vorsitzenden des Nationalen Verteidigungsrates der DDR, Erich Honecker, zum Generalmajor ernannt.
Als zur Wende und der friedlichen Revolution in der DDR das Amt für Nationale Sicherheit (AfNS) im November 1989 gebildet wurde, hatte Wolfgang Schwanitz, damals Leiter des Amtes für Nationale Sicherheit, den mit 45 Jahren jüngsten Stasi-General Engelhardt als seinen Stellvertreter vorgeschlagen. Während 85 Führungskader aus dem Dienst verabschiedet wurden, Leiter von Bezirksverwaltungen und Leiter von Hauptabteilungen, blieb Engelhardt im Amt. Engelhardt sollte als stellvertretender Leiter des AfNS und Leiter des Amtes für Verfassungsschutz ab Dezember 1989 einen modernen Verfassungsschutz aufbauen, zu dem es aber nie kam. Am 15. Januar 1990 wurde er von Ministerpräsident Hans Modrow mit der Auflösung der Staatssicherheit beauftragt. Nach dem Regierungsantritt von Lothar de Maizière blieb er bis Mai 1990 Berater bei der Auflösung.
Ab Juni 1990 war er arbeitslos, später schulte er zum kaufmännischen Angestellten um und arbeitete als Filialleiter im von MfS-Offizieren gegründeten Berliner Reiseunternehmen albion-tours.

## Schriften
- Die Geschichte des MfS mit Verantwortung und Vernunft aufarbeiten. In: Zwie-Gespräch. Beiträge zur Aufarbeitung der Staatssicherheits-Vergangenheit Nr. 4/1991, S. 2–12.
- mit Edgar Braun, Günter Möller, Gerhard Niebling: Eine notwendige Empfehlung zur Nachlese. In: Reinhard Grimmer, Werner Irmler, Willi Opitz, Wolfgang Schwanitz (Hrsg.): Die Sicherheit. Zur Abwehrarbeit des MfS. Band 1. 3., erg. und korr. Aufl., Edition Ost, Berlin 2003, ISBN 3-360-01044-2, S. 38–43.
- mit Peter Böhm: Der letzte Mann. Countdown für das MfS. Edition Ost, 2019, ISBN 978-3-360-01889-2.